# Hermannsriedermühle
Hermannsriedermühle ist ein ehemaliger Ortsteil der Gemeinde Teunz im Oberpfälzer Landkreis Schwandorf (Bayern).

## Geographische Lage
Hermannsriedermühle liegt ungefähr drei Kilometer nordöstlich von Teunz am Südhang des 665 m hohen Fuchsberges an der Murach, die zwischen Gartenriedermühle und Hermannsriedermühle in einer engen Schlucht das Fuchsberg-Roßhaupt-Massiv durchbricht.
Hermannsriedermühle liegt im Streifen zwischen Fuchsberg und dem Murachtal. In diesem Streifen kommt Cordieritfleckenaploid vor. Das ist ein helles Gestein, das durch rundliche Flecken von eingelagertem blauen Cordierit gekennzeichnet ist. Bei Hermannsriedermühle kommt auch Amphibolit vor.

## Geschichte
Am 31. Dezember 1990 hatte Hermannsriedermühle zwei Einwohner und gehörte zur Pfarrei Teunz.